# Кодінка
Ко́дінка (рос. Кодинка) — присілок у складі Каменськ-Уральского міського округу Свердловської області.
Населення — 368 осіб (2010, 297 у 2002).
Національний склад станом на 2002 рік: росіяни — 97 %.